# NGC 1511B
NGC 1511B is een balkspiraalstelsel in het sterrenbeeld Kleine Waterslang. Het sterrenstelsel bevindt zich dicht bij NGC 1511 en NGC 1511A.

## Synoniemen
- PGC 14279
- ESO 55-6
- FGCE 368